# Opistophthalmus
Genre
Synonymes
- Miaephonus Thorell, 1876
- Petrooicus  Karsch, l879
- Mossamedes Simon, 1888
- Oecopetrus Pocock, 1893
- Protophthalmus Lawrence, 1969

Opistophthalmus est un genre de scorpions de la famille des Scorpionidae.

## Distribution
Les espèces de ce genre se rencontrent en Afrique australe et en Afrique de l'Est

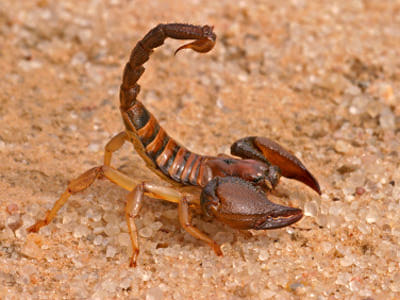
Opistophthalmus carinatus

## Liste des espèces
Selon The Scorpion Files (20/04/2023) :
- Opistophthalmus adustus Kraepelin, 1908
- Opistophthalmus ammopus Lamoral, 1980
- Opistophthalmus ater Purcell, 1898
- Opistophthalmus austerus Karsch, 1879
- Opistophthalmus boehmi (Kraepelin, 1896)
- Opistophthalmus brevicauda Lawrence, 1928
- Opistophthalmus capensis (Herbst, 1800)
- Opistophthalmus carinatus (Peters, 1861)
- Opistophthalmus cavimanus Lawrence, 1928
- Opistophthalmus chaperi Simon, 1880
- Opistophthalmus chrysites Lawrence, 1967
- Opistophthalmus coetzeei Lamoral, 1979
- Opistophthalmus concinnus Newlands, 1972
- Opistophthalmus crassimanus Purcell, 1899
- Opistophthalmus fitzsimonsi Hewitt, 1935
- Opistophthalmus flavescens Purcell, 1898
- Opistophthalmus fossor Purcell, 1898
- Opistophthalmus fuscipes Purcell, 1898
- Opistophthalmus gibbericauda Lamoral, 1979
- Opistophthalmus gigas Purcell, 1898
- Opistophthalmus glabrifrons Peters, 1861
- Opistophthalmus granicauda Purcell, 1898
- Opistophthalmus granifrons Pocock, 1896
- Opistophthalmus haackei Lawrence, 1966
- Opistophthalmus harpei Harington, 2001
- Opistophthalmus holmi (Lawrence, 1969)
- Opistophthalmus intercedens Kraepelin, 1908
- Opistophthalmus intermedius Kraepelin, 1894
- Opistophthalmus jenseni (Lamoral, 1972)
- Opistophthalmus karrooensis Purcell, 1898
- Opistophthalmus keilandsi Hewitt, 1914
- Opistophthalmus lamorali Prendini, 2000
- Opistophthalmus laticauda Purcell, 1898
- Opistophthalmus latimanus C. L. Koch, 1841
- Opistophthalmus latro Thorell, 1876
- Opistophthalmus lawrencei Newlands, 1969
- Opistophthalmus leipoldti Purcell, 1898
- Opistophthalmus litoralis Lawrence, 1955
- Opistophthalmus longicauda Purcell, 1899
- Opistophthalmus lornae Lamoral, 1979
- Opistophthalmus luciranus Lawrence, 1959
- Opistophthalmus macer Thorell, 1876
- Opistophthalmus nitidiceps Pocock, 1896
- Opistophthalmus opinatus (Simon, 1888)
- Opistophthalmus pallipes C. L. Koch, 1842
- Opistophthalmus pattisoni Purcell, 1899
- Opistophthalmus penrithorum Lamoral, 1979
- Opistophthalmus peringueyi Purcell, 1898
- Opistophthalmus pictus Kraepelin, 1894
- Opistophthalmus pluridens Hewitt, 1918
- Opistophthalmus praedo Thorell, 1876
- Opistophthalmus pugnax Thorell, 1876
- Opistophthalmus pygmaeus Lamoral, 1979
- Opistophthalmus scabrifrons Hewitt, 1918
- Opistophthalmus schlechteri Purcell, 1898
- Opistophthalmus schultzei Kraepelin, 1908
- Opistophthalmus setifrons Lawrence, 1961
- Opistophthalmus tumas Ythier, 2023
- Opistophthalmus ugabensis Hewitt, 1934
- Opistophthalmus wahlbergii Thorell, 1876

## Systématique et taxinomie
Ce genre a été décrit par C. L. Koch en 1837.
Petrooicus, son nom de remplacement superflu Oecopetrus et Mossamedes ont été placés en synonymie par Pocock en 1893.
Miaephonus a été placé en synonymie par Kraepelin en 1894.
Protophthalmus a été placé en synonymie par Newlands en 1972.

## Étymologie
Le nom du genre signifie « dos pourvu d'yeux » en référence à la position dorsale des ocelles médians, souvent placés bien en arrière du prosoma.

## Publication originale
- C. L. Koch, 1837 : Die Arachniden. Nurnberg, C.H. Zeh’sche Buchhandlung, vol. 4, no 1/5, p. 1-108 (texte intégral).